# アーコン
『アーコン』（Archon）はターン制ストラテジーアクションゲームの一つである。元々はエレクトロニック・アーツが1983年にAtariの8ビットゲーム機向けに販売した作品であり、日本では1986年にビーピーエスが各社8ビットパソコン向けに移植したことで知られる。また、ファミコンに移植されたが日本国内では発売されず、海外でNES版が発売されている。

## 概要
本作は、チェスに似たターン制ストラテジーゲームであるが、両軍のコマが同じマスに入ると戦闘となり、アクションパートに移行する。チェスであれば、同じマスに侵入した側が一方的に相手のコマを取り除くことができるが、本作ではアクションパートを制しないと相手のコマを取り除くことができない。逆に、同じマスに侵入した側がアクションパートに負けると、侵入した側のコマが盤面から取り除かれてしまう。これがターン制ストラテジーアクションゲームと呼ばれる所以である。
両軍は、ウィザードが率いる光の軍勢と、ソーサレスが率いる闇の軍勢に分かれており、光と闇の対決となっている。盤面には光軍に有利なマス、闇軍に有利なマス、有利不利が次第に変化するマスが存在し、どのタイミングでどのマスを制するかが勝敗を左右する重要な要素となっている。また、両軍1度ずつ使用可能な魔法が7種類用意されており、この使用タイミングも勝敗を左右する重要な要素である。
なお、PC-8800シリーズ、FM-7、X1への移植に際しては、ソースコードの移植は行われず、AMIGA版の全体ロジックのみを参考として製作していると、移植版作者は後に語っている。

## ゲーム内容

### ストラテジーパート
9×9の盤面が戦場である。左に光の軍勢、右に闇の軍勢がそれぞれ18体（左右の端2列）ずつ配置されてゲームが始まる。勝利条件は「敵軍の全滅」もしくは「盤面上に5ヶ所用意されているパワーポイントを全て制する」のいずれかである。各陣営交互にアクション（自陣のコマ1つを移動させる、魔法を使用する）を取り、勝利条件を目指していく。
盤面のマスは、白マス（25マス）、黒マス（25マス）、白黒変化マス（31マス）の3種類が存在する。白マスは光軍に有利、黒マスは闇軍に有利となっており、アクションパートにおける生命力に影響する。白黒変化マスは、完全に白の状態から完全に黒の状態まで7段階、ターンの進行に応じて行き来する（ゲーム開始時点は灰色であり、有利不利としては中立の状態）。全ての白黒変化マスは同タイミングで変化する。つまり、完全に白の状態となっている段階では、黒マス25マスに対して、それ以外の56マスが白マスとなる。
9x9の盤面の「上中央」「下中央」「左中央」「右中央」「天元（中心点）」の5ヶ所がパワーポイントとなっており、これらを全て制することが勝利条件の一つとなっている。これらのパワーポイントでは、アクションパートで失われた生命力が回復する効果、自軍敵軍双方の魔法の影響を受けないという効果も持っている。なお、「左中央」は白マス、「右中央」は黒マスであるが、残りのパワーポイントは白黒変化マスとなっている。1ターンでは1つのコマしか移動できないため、白黒変化マスのパワーポイントを制するには最低3ターン必要である。どのタイミングでこれらのパワーポイントを制するかも、勝敗を左右する要素である。
コマを移動する際、コマの種類に応じて移動可能な範囲が異なる。各コマには、移動タイプと移動可能なマス数が設けられている。移動タイプには、歩行タイプと飛行タイプ（テレポートを含む）の2種類がある。歩行タイプは、他のコマによる制限がなければ、移動可能なマス数分だけ上下左右に移動可能である。斜めには移動できないので、斜め方向に移動するには2マス分の移動を消費する必要がある。移動ルート中に自軍が居てはならず、敵軍が居ればその敵との戦闘となる。飛行タイプは斜め方向も含め、自身を中心に移動可能なマス数分の範囲内で、移動ルート中の自軍や敵軍を無視して移動することができる。移動先のマスに自軍が居てはならないが、それ以外に制限はない。
各陣営は、総指揮官が生きている限り、コマの移動ではなく魔法を使用するアクションを取ることも可能である。魔法の効果については、別節を参照のこと。
なお、一方の陣営のコマが4つ以下となった後、アクションパートが12ターン発生しないと、勝負は引き分けとなる。

### アクションパート
ストラテジーパートにおいて、両軍のコマが同じマスに入ると、戦闘が発生し、アクションパートに移行する。敵軍のコマがいるマスに自軍のコマを移動した場合や、敵軍のコマがいるマスに魔法「SUMMON ELEMENTAL」でエレメントを召喚した場合などで発生する。
アクションパートでは衝突したコマ同士の対決となり、それぞれのコマに応じた攻撃方法で相手に攻撃を行う。相手の攻撃をガードすることはできず、操作によって避けるしか方法がない。
アクションパートにおける戦場は黒背景で構成され、白と灰色の球状の障害物が点在して配置されている。白の障害物は通過できず、飛び道具に対する盾として機能する。また灰色の障害物は通過することができるが、移動に時間が掛かるようになっている。
一方のコマが生命力を全て失うまでアクションパートが続くことになる。生命力を全て失った側は死亡となり、マスから取り除かれる。生き残った側は、失われた生命力をパワーポイントに滞在することや魔法「HEAL」で回復させることが可能である。また、死亡した側も魔法「REVIVE」で生き返らせることは可能である。

### 魔法
前述の通り、各魔法は1度ずつしか使用できない。また、魔法を唱えることが可能なコマ、つまり自軍の総指揮官が生きていることが魔法を使用するための条件である。
TELEPORT
自軍のコマ1つを任意の場所に移動させる。移動先に敵軍が存在する場合は、アクションパートに移行する。
HEAL
自軍のコマ1つの生命力を全快させる。
SHIFT TIME
白黒変化マスの変化パターンを逆転させる。完全な白（または黒）の時に使うと、即座に完全な黒（白）へと反転する。
EXCHANGE
自軍、敵軍を問わず、任意のコマ2つの位置を入れ換える。
SUMMON ELEMENTAL
敵軍のコマがいるマスに、精霊（4種類のうちいずれかがランダムで選択）を召喚する。そのままアクションパートに移行する。なお、アクションパートが終わった後は、アクションパートでの勝敗に関わらず、精霊は消滅する。
REVIVE
死亡したコマ1つを復活させる。
IMPRISON
敵軍のコマ1つをそのマスに釘付けにする。釘付けになったコマは、（釘付けになったコマのマスが白マス、黒マス、白黒マスのいずれであるかは問わず）白黒変化マスがそのコマにとって最大に有利な状態（光軍であれば完全な白マス、闇軍であれば完全な黒マス）になるまで釘付け状態が継続する。

## 登場キャラクター

### 光軍（LIGHT SIDE）
WIZARD
光軍の総指揮官である。移動はテレポート（飛行扱い）3マス。戦闘においては、高ダメージの飛び道具であるファイヤーボールを使用する。
DJINNI
移動は飛行4マス。戦闘においては、飛び道具である疾風を使用する。
PHOENIX
移動は飛行5マス。戦闘においては、自らを炎で包み、炎の中に巻き込まれた敵にダメージを与える。炎を出している最中は移動できない。そのかわり、炎に包まれている間は無敵となり、（同じフェニックスの炎以外では）ダメージを受けない。
UNICORN
移動は歩行4マス。戦闘においては、角から発する飛び道具であるエネルギーボルトを使用する。
GOLEM
移動は歩行3マス。戦闘においては、低速ながら高ダメージの飛び道具である岩石を使用する。
VALKYRIE
移動は飛行3マス。戦闘においては、飛び道具である投槍を使用する。
ARCHER
移動は歩行3マス。戦闘においては、飛び道具である弓矢を使用する。VALKYRIEと似た特徴を持つが、生命力が低め。
KNIGHT
移動は歩行3マス。戦闘においては、近接武器である剣を使用する。

### 闇軍（DARK SIDE）
SORCERESS
闇軍の総指揮官である。移動はテレポート（飛行扱い）3マス。戦闘においては、弾速の高い飛び道具であるライトニングボルトを使用する。
DRAGON
移動は飛行4マス。戦闘においては、高ダメージのドラゴンブレスを使用する。なお、移動速度がやや遅い。
SHAPESHIFTER
移動は飛行5マス。戦闘時には、敵の能力や攻撃方法をそっくりコピーする能力を持つ。
BASILISK
移動は歩行3マス。戦闘においては、目から放つ死の光線を使用する。移動速度も攻撃力も高いが、生命力が弱め。
TROLL
移動は歩行3マス。戦闘においては、低速ながら高ダメージの飛び道具である岩石を使用する。
BANSHEE
移動は飛行3マス。戦闘においては、自らの周囲にダメージを与える、死の泣き声を使用する。PHOENIXとは異なり、攻撃中も移動可能だが無敵効果はない。
MANTICORE
移動は歩行3マス。戦闘においては、低ダメージながら飛び道具であるトゲを使用する。
GOBLIN
移動は歩行3マス。戦闘においては、近接武器である棍棒を使用する。